# (125473) Keisaku
(125473) Keisaku est un astéroïde de la ceinture principale.

## Description
(125473) Keisaku est un astéroïde de la ceinture principale. Il fut découvert le 20 novembre 2001 à Kuma Kogen par Akimasa Nakamura. Il présente une orbite caractérisée par un demi-grand axe de 2,28 UA, une excentricité de 0,18 et une inclinaison de 4,8° par rapport à l'écliptique.

## Compléments